# ألبرت سيلي
ألبرت سيلي هو سياسي أمريكي، ولد في 9 أبريل 1793، وتوفي في 23 يناير 1866. انتخب عضو مجلس ولاية كونيتيكت ‏.